# Одрастање (филм)
Одрастање (енгл. Boyhood) америчка је драма из 2014. режисера и сценаристе Ричарда Линклејтера у којој наступају Елар Колтрејн, Патриша Аркет, Лорелај Линклејтер и Итан Хок. Радња филма, који је сниман у периоду између маја 2002. и октобра 2013. године, прати одрастање дечака Мејсона и његове старије сестре Саманте.
Филм је премијерно приказан 19. јануара 2014. на Филмском фестивалу Санденс, а убрзо је приказан и на Берлинском филмском фестивалу где је Линклејтер освојио награду Сребрни медвед за најбољег режисера. У америчким биоскопима кренуо је се приказивањем 11. јула 2014. Бројни критичари назвали су га ремек делом и најбољим филмом 2014. године. Такође се нашао на листи најбољих филмова 2014. по избору Америчког филмског института.
Номинован је за пет Златних глобуса, од којих је освојио три - за најбољи играни филм (драма), најбољег режисера и најбољу глумицу у споредној улози, као и за пет награда на додели БАФТА, где је такође освојио три признања у истим категоријама. Номинован је и за шест Оскара, укључујући награде у категоријама Најбољи филм, Најбољи режисер, Најбоља глумица у споредној улози и Најбољи глумац у споредној улози.

## Главне улоге
| Глумац             | Улога                |
| ------------------ | -------------------- |
| Елар Колтрејн      | Мејсон Еванс Млађи   |
| Патриша Аркет      | Оливија Еванс        |
| Лорелај Линклејтер | Саманта Еванс        |
| Итан Хок           | Мејсон Еванс Старији |

### Награде
| Награда                                           | Категорија                        | Номиновани/Добитници                                       | Освојио |
| ------------------------------------------------- | --------------------------------- | ---------------------------------------------------------- | ------- |
| Награда Америчке филмске академије                | Најбољи филм                      | Ричард Линклејтер, Кетлин Садерланд                        |         |
| Награда Америчке филмске академије                | Најбољи режисер                   | Ричард Линклејтер                                          |         |
| Награда Америчке филмске академије                | Најбоља глумица у споредној улози | Патриша Аркет                                              |         |
| Награда Америчке филмске академије                | Најбољи глумац у споредној улози  | Итан Хок                                                   |         |
| Награда Америчке филмске академије                | Најбољи оригинални сценарио       | Ричард Линклејтер                                          |         |
| Амерички филмски институт                         | Десет најбољих филмова 2014.      | Одрастање                                                  | Да      |
| Берлински филмски фестивал                        | Златни медвед                     | Одрастање                                                  | Не      |
| Награда Удружења бостонских филмских критичара    | Најбољи филм                      | Одрастање                                                  | Да      |
| Награда Удружења бостонских филмских критичара    | Најбоља глумачка постава          | Патриша Аркет, Елар Колтрејн, Итан Хок, Лорелај Линклејтер | Да      |
| Награда Удружења бостонских филмских критичара    | Најбољи режисер                   | Ричард Линклејтер                                          | Да      |
| Награда британске филмске академије               | Најбољи филм                      | Одрастање                                                  | Да      |
| Награда британске филмске академије               | Најбољи глумац у споредној улози  | Итан Хок                                                   | Не      |
| Награда британске филмске академије               | Најбоља глумица у споредној улози | Патриша Аркет                                              | Да      |
| Награда Удружења телевизијских филмских критичара | Најбољи филм                      | Одрастање                                                  | Да      |
| Награда Удружења телевизијских филмских критичара | Најбоља филмска постава           | Патриша Аркет, Елар Колтрејн, Итан Хок, Лорелај Линклејтер | Не      |
| Награда Удружења телевизијских филмских критичара | Најбољи глумац у споредној улози  | Итан Хок                                                   | Не      |
| Награда Удружења телевизијских филмских критичара | Најбоља глумица у споредној улози | Патриша Аркет                                              | Да      |
| Награда Удружења телевизијских филмских критичара | Најбоља млади глумац              | Елар Колтрејн                                              | Не      |
| Златни глобус                                     | Најбољи филм - драма              | Одрастање                                                  | Да      |
| Златни глобус                                     | Најбољи режисер                   | Ричард Линклејтер                                          | Да      |
| Златни глобус                                     | Најбоља глумица у споредној улози | Патриша Аркет                                              | Да      |
| Златни глобус                                     | Најбољи глумац у споредној улози  | Итан Хок                                                   | Не      |
| Награда Спирит                                    | Најбољи филм                      | Одрастање                                                  |         |
| Награда Спирит                                    | Најбољи режисер                   | Ричард Линклејтер                                          |         |
| Награда Спирит                                    | Најбоља глумица у споредној улози | Патриша Аркет                                              |         |
| Награда Спирит                                    | Најбољи глумац у споредној улози  | Итан Хок                                                   |         |
| Награда Удружења њујоршких филмских критичара     | Најбоља глумица у споредној улози | Патриша Аркет                                              | Да      |
| Награда Удружења интернет филмских критичара      | Најбољи глумац у споредној улози  | Итан Хок                                                   | Не      |
| Награда Удружења интернет филмских критичара      | Најбоља глумица у споредној улози | Патриша Аркет                                              | Да      |
| Награда Сателит                                   | Најбољи филм                      | Одрастање                                                  |         |
| Награда Сателит                                   | Најбољи глумац у споредној улози  | Итан Хок                                                   |         |
| Награда Сателит                                   | Најбоља глумица у споредној улози | Патриша Аркет                                              |         |
| Награда Удружења глумаца                          | Најбоља филмска постава           | Патриша Аркет, Елар Колтрејн, Итан Хок, Лорелај Линклејтер | Не      |
| Награда Удружења глумаца                          | Најбољи глумац у споредној улози  | Итан Хок                                                   | Не      |
| Награда Удружења глумаца                          | Најбоља глумица у споредној улози | Патриша Аркет                                              | Да      |